# Selenicereus tonduzii
Selenicereus tonduzii ist eine Pflanzenart in der Gattung Selenicereus aus der Familie der Kakteengewächse (Cactaceae). Das Artepitheton tonduziiehrt den Schweizer Botaniker und Pflanzensammler Adolphe Tonduz.

## Beschreibung
Selenicereus tonduzii wächst kletternd, ausgespreizt oder hängend mit zur Triebspitze hin oder seitlich verzweigenden Trieben, die zahlreiche Luftwurzeln ausbilden. Die hellgrünen Triebe sind an ihrer Basis auf einer Länge von 1 bis 4 Zentimeter drehrund, daran anschließend sind sie dreikantig. Sie sind bis zu 40 Zentimeter lang und 3 bis 5 Zentimeter breit. Die Trieboberfläche ist zwischen den leicht gelappten Kanten etwas konkav. Die auf den Trieben befindlichen Areolen sind mit weißlicher oder schwärzlicher Wolle besetzt. Es sind ein bis zwei konische bis nadelige, bräunliche Dornen vorhanden, die bis zu 2 Millimeter lang sind. Die Dornen können manchmal auch fehlen.
Die trichterförmigen, weißen Blüten erscheinen einzeln in der Nähe der Triebspitzen und sind 7 bis 8 Zentimeter lang. Ihre Blütenröhre ist fast gerade oder aufwärts gebogen. Das gehöckerte Perikarpell ist mit Schuppen, dunkler Wolle und ausstrahlenden, 1 bis 6 Millimeter langen Dornen besetzt. Die nahezu kugelförmigen, anfangs hellgrünen Früchte werden später gelb. Sie besitzen einen Durchmesser von bis 4 Zentimeter. Ihr Fruchtfleisch ist weiß.

## Verbreitung, Systematik und Gefährdung
Selenicereus tonduzii ist in Costa Rica in den Provinzen Limón und San José in Höhenlagen von 1800 bis 2400 Metern verbreitet.
Die Erstbeschreibung als Cereus tonduzii  erfolgte 1902 durch Frédéric Albert Constantin Weber. Salvador Arias Montes und Nadja Korotkova stellten die Art 2017 in die Gattung Selenicereus. Diese Umkombination war jedoch ungültig, da ein direkter Verweis auf das Basionym fehlte. Die gültige Umkombination wurde 2018 veröffentlicht. Weitere nomenklatorische Synonyme sind Werckleocereus tonduzii (F.A.C.Weber) Britton & Rose (1909) und Weberocereus tonduzii (F.A.C.Weber) G.D.Rowley (1982).
In der Roten Liste gefährdeter Arten der IUCN wird die Art als „Vulnerable (VU)“, d. h. als gefährdet geführt.

## Nachweise